# يونيس روكوود أوبرلي
كانت يونيس روكوود أوبرلي (7 مارس 1878 - 5 نوفمبر 1921) أمينة مكتبة أمضت حياتها المهنية في وزارة الزراعة الأمريكية. اشتهرت بعملها كأمينة مكتبة مكتب الصناعة النباتية وتجميع قائمة مرجعية بمنشورات محطات التجارب الزراعية الحكومية حول موضوع أمراض النبات 1876-1920.

## حياة مبكرة
ولدت يونيس ر. أوبرلي في 7 مارس 1878 في القاهرة بولاية إلينوي. كان والدها جون إتش. أوبرلي رئيس تحرير «نشرة القاهرة»، وكانت الأصغر وسط سبع بنات. في عام 1885، انتقلت العائلة إلى واشنطن العاصمة حيث تولى والدها منصب مفوض الخدمة المدنية. أصبح فيما بعد مفوض الشؤون الهندية في عهد الرئيس كليفلاند. التحقت أوبرلي بالمدرسة العامة في واشنطن العاصمة، وتخرجت من كلية فاسار في يونيو 1900، حيث عملت كمؤرخ صف.

## مسار مهني
بدأت أوبرلي حياتها المهنية مع وزارة الزراعة بالولايات المتحدة للقيام بعمل ببليوغرافي في قسم الصناعة الحيوانية. عُيّنت لاحقًا أمين مكتبة شعبة فسيولوجيا وباثولوجيا الخضروات. في عام 1908، دمجت مكتبة فسيولوجيا وباثولوجيا الخضروات مع مكتب تحقيقات علم النبات لتشكيل مكتبة مكتب الصناعة النباتية، التي تعينت أوبرلي أمينة لها. لم يكن تركيز مكتبة مكتب الصناعة النباتية منصبًا على الكتب نفسها، بل على فهرسة وجدولة أدب علم النبات وجعله متاحًا بسهولة للعاملين والباحثين في المكتب من المكتبات في أماكن أخرى في واشنطن، وتحديدًا مكتبة الكونغرس ومكتبة وزارة الزراعة الأمريكية. كان هدف أوبرلي هو جعل مقتنيات المكتبات في جميع أنحاء البلاد متاحة بسهولة أكبر للباحثين. تحقيقًا لهذه الغاية، ساهمت ببليوغرافيات عن أمراض النبات للطباعة في مجلة علم أمراض النبات ابتداء من عام 1914، والتي واصلها موظفوها بعد وفاتها. طورت فيما بعد منشورًا دوريًا من المكتب بقائمة مستنسخة من الأدب النباتي تحتوي على اقتباسات كاملة من جميع الأدبيات النباتية الهامة التي استلمتها مكتبات واشنطن وصدرت كل أسبوعين لمن طلبها.
واصلت أوبرلي مسيرتها مع إصدار منشورين تحت عنوان «المساهمات الببليوغرافية» نشرتهما مكتبة قسم الزراعة. نُشرت النسخة الأولى عام 1918 وسُميت المساهمات الببليوغرافية رقم 1: قائمة مرجعية بمنشورات وزارة الزراعة حول موضوع أمراض النبات. قادت بعد ذلك تطوير المساهمات الببليوغرافية رقم 2: قائمة مرجعية بمنشورات محطات التجارب الزراعية الحكومية حول موضوع أمراض النبات 1876-1920، والتي استُكمِلت ونُشِرت في عام 1922 من قبل مساعدتها جيسي م. ألين، بعد عام من وفاة أوبرلي. كتبت أوبرلي أيضًا لتحسين مكانة وسمعة المكتبة العلمية ولتحسين الوضوح في كتابة الأدب العلمي. خارج عملها كأمين مكتبة، كانت أوبرلي نشطة اجتماعيًا وسياسيًا في منطقة واشنطن العاصمة. كانت أوبرلي رئيسة جمعية فاسار ألوميني لمنطقة العاصمة وكانت عضوًا في جمعية المكتبات الأمريكية، التي انضمت إليها عام 1906. أصبحت معروفة محليًا بعملها خلال الحرب العالمية الأولى للمساعدة في نقل سيارات الإسعاف إلى فرنسا وعملها المتعلق بحركة حق الاقتراع كمنظمة لمجلس حق المرأة في الاقتراع في واشنطن العاصمة.